# Saloá
Saloá é um município brasileiro dentre os 184 existentes no estado de Pernambuco. Administrativamente, é formado pelos distritos de Iatecá (prata) e pelos povoados do Gigante, São Serafim e o distrito Serrinha da Prata. Merecem menção por sua população e atividades econômicas o sítio Várzea da Serra e o Catimbau.

## História
A sesmaria que deu origem às terras do município de Saloá pertencia a Gerônimo Burgos de Souza e Eça. Foram vendidas a Manuel da Cruz Vilela em 23 de julho de 1712.
O distrito foi criado com a denominação de São Serafim, pela lei municipal nº 60, de 4 de março de 1921, à época pertecente ao município de Bom Conselho. Em 1939, teve seu nome alterado para Barro. Em 1944, passa a chamar-se Saloá. Foi elevado à categoria do município de Saloá, pela lei estadual nº 4946, de 20 de dezembro de 1963.
O topônimo Saloá tem origem na língua macro-jê, dos povos Fulniôs, habitantes da região. Fontes de informações narradas no livro "A História de Saloá" do escritor e poeta saloaense José de Freitas Sobrinho (In memoriam), é um nome indígena "SALOA", o professor Mário Melo da Universidade de Pernambuco que por aqui realiza as pesquisa apresentou o nome a toda comunidade da época através da família Vicente, que prontamente foi aceito. Para aportuguesar o nome, foi inserido o acento agudo na última letra A, ficando SALOÁ.

## Geografia
Localiza-se a uma latitude 08º58'33" sul e a uma longitude 36º41'15" oeste, estando a uma altitude de 745 metros. Sua população estimada em 2007 era de 15.779 habitantes.É considerado um município muito agradável pelas variedade de plantas como rosas que crescem ao seu redor. A maior temperatura já registrada na cidade foi de 41 graus e a menor foi de 04 graus.
O município encontra-se inserido em sua maior parte no Planalto da Borborema, com relevo suave e ondulado. Uma porção da área a leste localiza-se na unidade dos Maciços e Serras Baixas. A vegetação predominante é a floresta caducifólia e subcaducifólia.
Saloá encontra-se inserido na bacia hidrográfica do rio Ipanema e tem como principais tributários os riachos Baixo do Mocó, do Limitão, de Fora, Riachão, do Exu, das Lajes, do Umbuzeiro, Camaratuba e da Grota. Os principais cursos d'água têm regime intermitente.